# KOBUKURO LIVE TOUR 2014 "陽だまりの道" FINAL at 京セラドーム大阪
『KOBUKURO LIVE TOUR 2014 "陽だまりの道" FINAL at 京セラドーム大阪』（コブクロ　ライブツアー　2014　ひだまりのみち　ファイナル　アット　きょうせらどーむおおさか）は、フォークデュオコブクロの10枚目のライブDVD、及びライブBlu-rayである。2014年12月17日発売。発売元はワーナーミュージック・ジャパン。

## 概要
- 2014年7月20日に行われた京セラドーム大阪でのツアーファイナルを収録。DVDは二枚組、Blu-rayは一枚。
- 今ツアーはコブクロとして初のセンターステージツアーであり、京セラドーム大阪公演では屋内過去最大の45000人を動員している。

## 収録曲

### DISC-1
| #   | タイトル                 | 作詞・作曲          |
| --- | ------------------------ | ------------------- |
| 1.  | 「オープニング」         |                     |
| 2.  | 「サイ(レ)ン」           | 小渕健太郎          |
| 3.  | 「君という名の翼」       | 小渕健太郎          |
| 4.  | 「ストリートのテーマ」   | 小渕健太郎          |
| 5.  | 「MC」                   |                     |
| 6.  | 「六等星」               | 小渕健太郎          |
| 7.  | 「君への主題歌」         | 小渕健太郎          |
| 8.  | 「流星」                 | 小渕健太郎          |
| 9.  | 「大樹の影」             | 黒田俊介            |
| 10. | 「MC」                   |                     |
| 11. | 「BEST FRIEND」          | 小渕健太郎          |
| 12. | 「風」                   | 小渕健太郎          |
| 13. | 「Saturday」             | 小渕健太郎          |
| 14. | 「MC」                   |                     |
| 15. | 「今、咲き誇る花たちよ」 | 小渕健太郎          |
| 16. | 「時の足音」             | 小渕健太郎•黒田俊介 |
| 17. | 「陽だまりの道」         | 小渕健太郎          |
| 18. | 「MC」                   |                     |

### DISC-2
| #  | タイトル                                       | 作詞・作曲                                         |
| -- | ---------------------------------------------- | -------------------------------------------------- |
| 1. | 「太陽」                                       | 小渕健太郎                                         |
| 2. | 「SPLASH」                                     | 小渕健太郎                                         |
| 3. | 「Moon Light Party!!」                         | 小渕健太郎                                         |
| 4. | 「神風」                                       | 小渕健太郎                                         |
| 5. | 「アンコールMC」                               |                                                    |
| 6. | 「One Song From Two Hearts」                   | - 小渕健太郎（作詞） - 小渕健太郎•黒田俊介（作曲） |
| 7. | 「あの太陽が、この世界を照らし続けるように。」 | 小渕健太郎                                         |
| 8. | 「クロージング」                               |                                                    |

| #  | タイトル                            | 作詞 | 作曲・編曲 |
| -- | ----------------------------------- | ---- | ---------- |
| 1. | 「"陽だまりの道" TOUR DOCUMENTARY」 |      |            |

## バンドメンバー
- 福原将宜：Guitar, Band Master
- 山口寛雄：Bass
- 高田真：Drums
- 松浦基悦：Piano, Organ
- 坂井"Lumbsy"秀彰：Percussion
- 漆原直美：1st Violin
- 藤縄陽子：2nd Violin
- 渡邉智生：Viola
- 原口梓：Cello

## ライブ音源CD
『KOBUKURO LIVE TOUR 2014 "陽だまりの道" FINAL at 京セラドーム大阪』は、コブクロのライブ・アルバム。CDは2016年6月15日発売『TIMELESS WORLD』特別限定セットのみの生産で、現在は販売終了している。2019年3月20日からは配信が開始されている。

### 概要
2016年リリースの9thアルバム『TIMELESS WORLD』の発売時に、特別限定セットとして、当時リリースされていた映像作品全11作品(ファンサイト限定品除く)がアルバム1枚につき1作選べるセットで発売された。完全受注生産のため、生産は終了している。
2019年3月20日からは各音楽サイトにて配信が開始している。
CDのジャケットは、同タイトルのDVDのジャケットを小渕がイラストで再現したものとなっている。
配信版のジャケットはDVDと同様のものとなっている。
なお、収録されているのはDVD版の本編のみで、ボーナス映像にあたる箇所については、収録されていない。

### 収録曲
DISC1
| #         | タイトル               | 作詞・作曲 | 時間  |
| --------- | ---------------------- | ---------- | ----- |
| 1.        | 「オープニング」       |            | 3:06  |
| 2.        | 「サイ(レ)ン」         | 小渕健太郎 | 5:15  |
| 3.        | 「君という名の翼」     | 小渕健太郎 | 4:59  |
| 4.        | 「ストリートのテーマ」 | 小渕健太郎 | 9:02  |
| 5.        | 「MC」                 |            | 14:22 |
| 6.        | 「六等星」             | 小渕健太郎 | 5:56  |
| 7.        | 「君への主題歌」       | 小渕健太郎 | 5:50  |
| 8.        | 「流星」               | 小渕健太郎 | 5:16  |
| 9.        | 「大樹の影」           | 黒田俊介   | 7:02  |
| 10.       | 「MC」                 |            | 3:30  |
| 合計時間: | 合計時間:              | 合計時間:  | 64:18 |

DISC2
| #         | タイトル                 | 作詞・作曲          | 時間  |
| --------- | ------------------------ | ------------------- | ----- |
| 1.        | 「MC」                   |                     | 1:52  |
| 2.        | 「BEST FRIEND」          | 小渕健太郎          | 4:47  |
| 3.        | 「風」                   | 小渕健太郎          | 4:55  |
| 4.        | 「Saturday」             | 小渕健太郎          | 5:52  |
| 5.        | 「MC」                   |                     | 3:14  |
| 6.        | 「今、咲き誇る花たちよ」 | 小渕健太郎          | 5:11  |
| 7.        | 「時の足音」             | 小渕健太郎•黒田俊介 | 5:36  |
| 8.        | 「陽だまりの道」         | 小渕健太郎          | 8:17  |
| 9.        | 「MC」                   |                     | 22:17 |
| 合計時間: | 合計時間:                | 合計時間:           | 62:01 |

DISC3
| #         | タイトル                                       | 作詞・作曲                                         | 時間  |
| --------- | ---------------------------------------------- | -------------------------------------------------- | ----- |
| 1.        | 「MC」                                         |                                                    | 0:42  |
| 2.        | 「太陽」                                       | 小渕健太郎                                         | 5:00  |
| 3.        | 「SPLASH」                                     | 小渕健太郎                                         | 4:35  |
| 4.        | 「Moon Light Party!!」                         | 小渕健太郎                                         | 13:59 |
| 5.        | 「神風」                                       | 小渕健太郎                                         | 10:34 |
| 6.        | 「アンコールMC」                               |                                                    | 6:32  |
| 7.        | 「One Song From Two Hearts」                   | - 小渕健太郎（作詞） - 小渕健太郎•黒田俊介（作曲） | 4:21  |
| 8.        | 「あの太陽が、この世界を照らし続けるように。」 | 小渕健太郎                                         | 7:25  |
| 9.        | 「クロージング」                               |                                                    | 12:45 |
| 合計時間: | 合計時間:                                      | 合計時間:                                          | 65:53 |

収録
2014年7月20日 京セラドーム大阪